# Mirko Paráček
Mirko Paráček   (Olomouc i Brno, 13 d'agost de 1920 - Praga, 17 de juliol de 1991) fou un atleta txecoslovac, especialista en curses de velocitat, que va competir durant la dècada de 1940. Posteriorment fou entrenador de futbol i escriptor.
En el seu palmarès destaca una medalla de bronze en la prova del 4x100 metres del Campionat d'Europa d'atletisme de 1946. Formà equip amb Leopold Láznička, Miroslav Řihošek i Jiří David. També guanyà dotze campionats nacionals, dos d'ells dels 100 metres i quatre dels 200, i aconseguí diversos rècords nacionals dels 4x100 metres i 4x200 metres.
Un cop retirat exercí d'entrenador en diferents clubs. El 1966 va dirigir l'equip de futbol del Slavia Praga. Va escriure diversos llibres, principalment poemaris.